# Anamaria Marinca
Anamaria Marinca (nascida em 1 de abril de 1978) é uma atriz romena. Ela fez sua estréia no cinema com o filme do Channel 4, Sex Traffic, pelo qual ela ganhou o prêmio da British Academy Television de melhor atriz. Marinca também é conhecida por seu desempenho em "4 meses, 3 semanas e 2 dias", ganhando vários prêmios por seu desempenho, e foi indicada ao European Film Award de melhor atriz, ao London Film Critics Circle Award de atriz do Ano, ao Los Angeles Film Critics Association Award de melhor atriz e ao prêmio da National Society of Film Critics Award de melhor atriz. Em 2008, no 58º Festival Internacional de Cinema de Berlim, recebeu o prêmio Shooting Stars pela European Film Promotion.

## Filmografia
| Ano  | Obra                        | Papel                                                 |
| ---- | --------------------------- | ----------------------------------------------------- |
| 2004 | Sex Traffic                 | Elena Visinescu                                       |
| 2006 | Hotel Babylon               | Natasha                                               |
| 2007 | 4 meses, 3 semanas e 2 dias | Otilia                                                |
| 2007 | Youth Without Youth         | Hotel Receptionist                                    |
| 2008 | The Last Enemy              | Yasim Anwar                                           |
| 2008 | Boogie                      | Smaranda Ciocazanu                                    |
| 2009 | Five Minutes of Heaven      | Vika                                                  |
| 2009 | Storm                       | Mira Arendt                                           |
| 2009 | The Countess                | Anna Darvulia                                         |
| 2009 | Sleep with Me               | Sylvie                                                |
| 2010 | The Aviatrix of Kazbek      | A Aviatrix de Kazbek                                  |
| 2010 | The Pizza Miracle           | A Madonna das Enguias                                 |
| 2010 | Look, Stranger              | Anna                                                  |
| 2010 | Holby City                  | Mother                                                |
| 2011 | Ouroboros                   | Eva                                                   |
| 2011 | Holby City                  | Nadiya Tereschenko                                    |
| 2012 | Wallander                   | Inese                                                 |
| 2012 | Doctor Who                  | Darla                                                 |
| 2012 | A Cloud in a Glass of Water | Anna                                                  |
| 2013 | The Politician's Husband    | Dita                                                  |
| 2013 | Europa Report               | Rosa Dasque                                           |
| 2014 | The Missing                 | Rini                                                  |
| 2014 | Fury                        | Irma                                                  |
| 2015 | Floride                     | Ivona                                                 |
| 2015 | Hinterland                  | Meg                                                   |
| 2015 | River                       | Ema                                                   |
| 2016 | Marte                       | Exobióloga Marta Kamen                                |
| 2016 | The Girl with All the Gifts | Dra Selkirk                                           |
| 2017 | Ghost in the Shell          | Dra. Dahlin – Consultora da Seção 9 da Hanka Robotics |
| 2018 | Marte                       | Exobióloga Marta Kamen                                |